# Gustav Schnack
Johan Gustav Frederik Schnack, född den 14 december 1839, död den 7 juni 1920, var en dansk general. 
Schnack blev 1863 sekondlöjtnant i artilleriet, deltog med heder i kriget 1864. Han var 1874—82 lärare vid officersskolan (kapten 1879), utnämndes 1886 till chef för krigsministeriets andra avdelning och avancerade till överste; 1896 blev Schnack krigsminister, men trädde  tillbaka den 23 maj 1897. Året efter blev han chef för Första artilleriregementet och deltog maj—juli 1899 som den danska regeringens militäre delegat vid fredskonferensen i Haag. Kort därefter (den 28 augusti) utnämndes han åter till krigsminister och verkade som sådan till systemskiftet den 23 juli 1901, varefter han, som 1900 hade blivit generalmajor, drog sig tillbaka till privatlivet. Schnack var en mycket duktig förhandlare, och det lyckades honom trots svåra politiska förhållanden att få enskilda lagförslag genomförda.

## Utmärkelser
- Riddare av Dannebrogorden,  1882[2]
- Dannebrogsmännens hederstecken,  1887[2]
- Kommendör av Dannebrogorden,  1892[2]
- Kommendör av första graden av Dannebrogorden,  1897[2]

[Redigera Wikidata]